# نكور (نهر)
نكّور واد يقع في الريف شمال المغرب طوله حوالي 60 كلم ويصب في البحر الأبيض المتوسط غرب مدينة الحسيمة.